# Calvaire du Mont Arès
Le Calvaire du Mont-Arès de Nestier, dans le département des Hautes-Pyrénées, est construit dans la deuxième moitié du XIXe siècle, à partir de 1854, grâce à l'initiative et à l'investissement d'un modeste curé de campagne, l'abbé L. A. Haurou-Bejottes. Ce Calvaire est constitué de douze édicules (encore appelés chapelles ou oratoires) disposés en succession sur le versant sud-est de la colline villageoise, le Mont-Arès. Une chapelle est érigée dix ans après au sommet, complétée en 1880-1881 par une maison communautaire appelée Monastère dont la construction malheureusement inachevée est réalisée par les Bénédictins Olivétains venus de Saint-Bertrand-de-Comminges.
Ce site dévotionnel peut être considéré comme un mont sacré à l'instar des autres monts sacrés européens ou bien comme un chemin de croix à l'exemple de celui de Raynaude, commune du Mas-d'Azil dans le département de l'Ariège.

## Historique

### Deuxième moitié duXIXesiècle

#### Les chapelles (oratoires ou édicules)
Le 14 mai 1854, la construction des 11 chapelles démarre avec l’autorisation du conseil municipal de Nestier, alors chef-lieu de canton, et sous l’entière responsabilité du curé Béjottes, curé de Nestier « qui à l’instar des constructeurs de cathédrales réussit à entraîner tous les habitants de Nestier pour participer à cette réalisation ». Elles seront construites dans un alignement parfait à proximité de 13 chênes devenus aujourd'hui des arbres remarquables.  
Chaque chapelle, construite en pierre sèche, est constituée d'une vaste niche aux murs épais sous un toit recouvert d'ardoises fixées sur une charpente en bois. Elle porte une croix de pierre sur le toit en façade. Une marche devant la niche permet aux fidèles de s'agenouiller.
Les quatre premières abritent les scènes de la Passion : Agonie au jardin des Oliviers, Tribunal de Pilate, Flagellation, Couronnement d’épines. Les sujets grandeur nature, moulés par des spécialistes italiens, modelés en argile, ont été cuits quelques mois avant dans la tuilerie de Saint-Laurent-de-Neste aujourd'hui disparue, recouverts de plâtre et peints de teintes diverses suivant les personnages représentés. Les sept autres chapelles contiennent le chemin de croix qui se trouve aujourd’hui dans l’église du village, à raison de deux tableaux par chapelle. Au bas de la montée, une grotte abrite une Nativité avec l’enfant Jésus, ses parents et les Rois-mages. Les personnages et les tableaux sont protégés dans chaque chapelle par une grille en fer forgé composée de barreaux verticaux scellés et par un grillage fixé en arrière sur un cadre en bois.

#### La chapelle haute
Le 14 octobre 1863, neuf ans après le début des travaux, nouvelle autorisation du conseil municipal et toujours sous la responsabilité du curé Béjottes chargé du financement, construction de la chapelle supérieure sur l'emplacement d'une ancienne montjoie consacrée à Sainte Barbe, patronne des carriers. Cette chapelle haute possédera en particulier un fronton représentant la Crucifixion surmonté d'un campanile abritant une cloche fondue à Nestier. Jusqu'à la veille de la Première Guerre mondiale, des offices religieux s'y dérouleront à l'occasion des fêtes chrétiennes (Noël, Pâques, l'Assomption) ou bien encore lors des fêtes de la Saint-Jean, le feu traditionnel étant allumé devant l'édifice jusque dans les années de l'Entre-deux-guerres.

#### Le Monastère

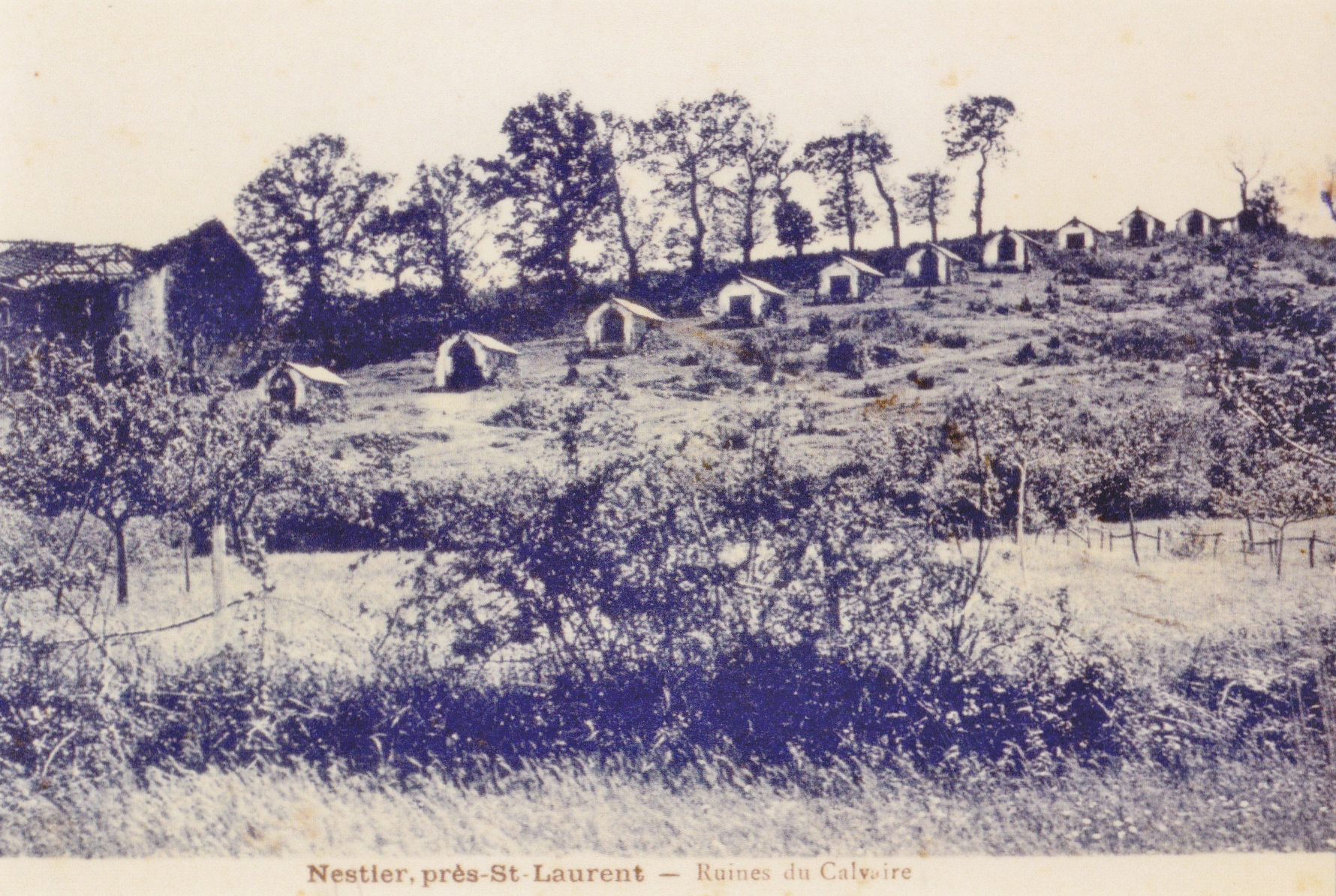
Le Calvaire du Mont-Arès en ruines dans les années 1920.

En 1880, séduits par le site et la présence du Calvaire, les Bénédictins Olivétains venus de St-Bertrand-de-Comminges commencent, jusqu’à la mise sous toit d’ardoises le monastère qu’ils ne pourront terminer, chassés en 1883 par les premières lois sur les Congrégations.
Tout cet ensemble (excepté le monastère) a pu être édifié par une main d’œuvre volontaire et bénévole, hommes et femmes du village. Les hommes transportèrent, à bras le plus souvent, les matériaux : sable, pierres, poutres. Ce sont les femmes qui, dévalant et remontant le Mont-Arès, portèrent l’eau de la Neste, nécessaire pour gâcher le mortier, dans des « dournos » ou cruches en terre cuite posées sur leur tête : c’était la corvée de chaque matin.

### Entre-deux-guerres
À partir de la fin de la Première Guerre mondiale, commence une période de dégradations dont les causes ont été plus le fait des hommes que du temps. De plus, la nature reprend ses droits et la végétation envahit tout.
Le 18 juillet 1943, une croix de 12 mètres est installée au Mont-Arès derrière la chapelle supérieure en ruines au cours d'une cérémonie religieuse imposante organisée par le clergé du canton. Ce dernier décide peu après de restaurer le calvaire pour qu'il devienne officiellement le lieu de dévotion de la basse vallée de la Neste. Un peu plus tard, la croix sera illuminée par un projecteur alimenté par une ligne électrique venant du Cap de la Bielle. Elle sera visible la nuit à des dizaines de kilomètres à la ronde. Ce dispositif sera abandonné en 1966 lors du changement d'alimentation de l'éclairage public de 110 en 220 volts, les travaux de normalisation de la ligne existante se révélant trop coûteux pour la commune.

### Deuxième moitié duXXesiècle

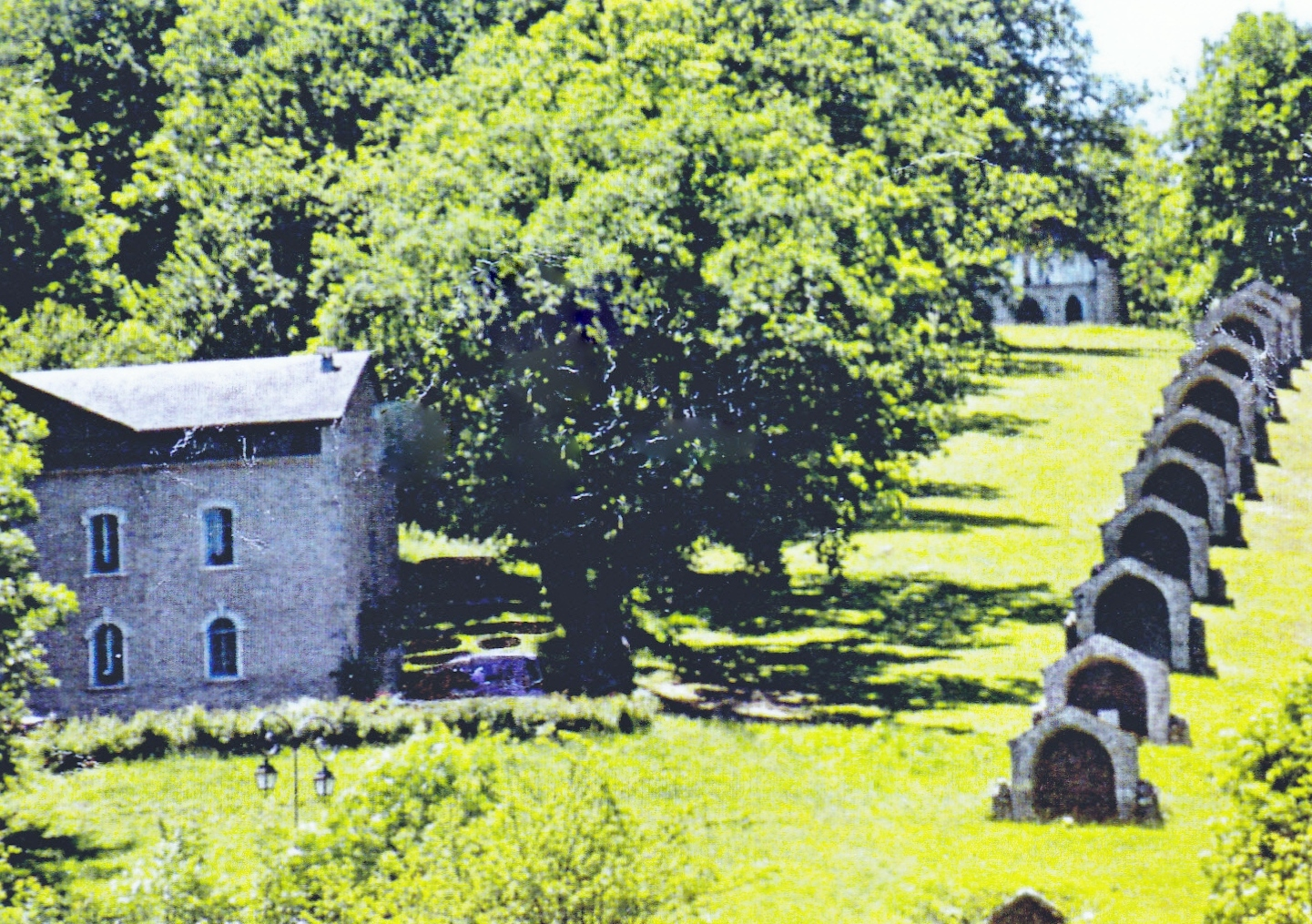
Le Calvaire restauré dans les années 1990, inscrit à l'Inventaire supplémentaire des Monuments Historiques.

C'est la période de reconstruction du Calvaire : oratoires, chapelle haute et Monastère auxquels vient s'ajouter la réalisation d'un théâtre de verdure de 400 places à proximité du Monastère. Dès lors, le site aura donc deux dimensions : une dimension cultuelle voulue par les Aînés à l'origine de la construction du Calvaire et une dimension culturelle assurée aujourd'hui par les activités artistiques au sein d'un complexe original : théâtre de verdure - Monastère.
En 1966, le soir du Mercredi saint, un chemin de croix solennel est organisé par les jeunes de la paroisse. A la lueur des cierges, une procession imposante part de l'église pour aller jusqu'au Calvaire toujours envahi par la végétation mais agrémenté de petites croix bénites placées deux par deux dans chaque chapelle. La cérémonie religieuse se terminera au pied de la grande croix.
C’est en 1984 que les villageois et de nombreux bénévoles, rassemblés au sein d'associations, entreprennent alors le nettoyage du site. Les chapelles et le monastère sont dégagés des ronces et des arbres envahissants. Cinq ans après, le 17 mars 1989, le site en cours de restauration est inscrit à l’inventaire supplémentaire des Monuments historiques. C’est en juillet de la même année que l’ensemble est inauguré officiellement par les autorités locales dont Madame Hélène Castéran, maire de Nestier de 1989 à 2008, qui a mené à bien au cours de ses trois mandats, avec l'aide de ses conseillers et des acteurs territoriaux et associatifs, la restauration de cet ensemble monumental, œuvre majeure pour le village débutée en 1984 sous le mandat d'Alfred Claverie, maire de 1971 à 1989.
En janvier 1990, un prix « Chefs-d'œuvre en péril » remis à Paris à une délégation d'élus locaux et de villageois récompense à juste titre les efforts admirables déployés par les habitants de Nestier pour sauvegarder l'héritage légué par leurs Aînés.
C'est véritablement en 2000 que sera achevée la restauration du site avec l'inauguration de la chapelle haute.

#### Les chapelles

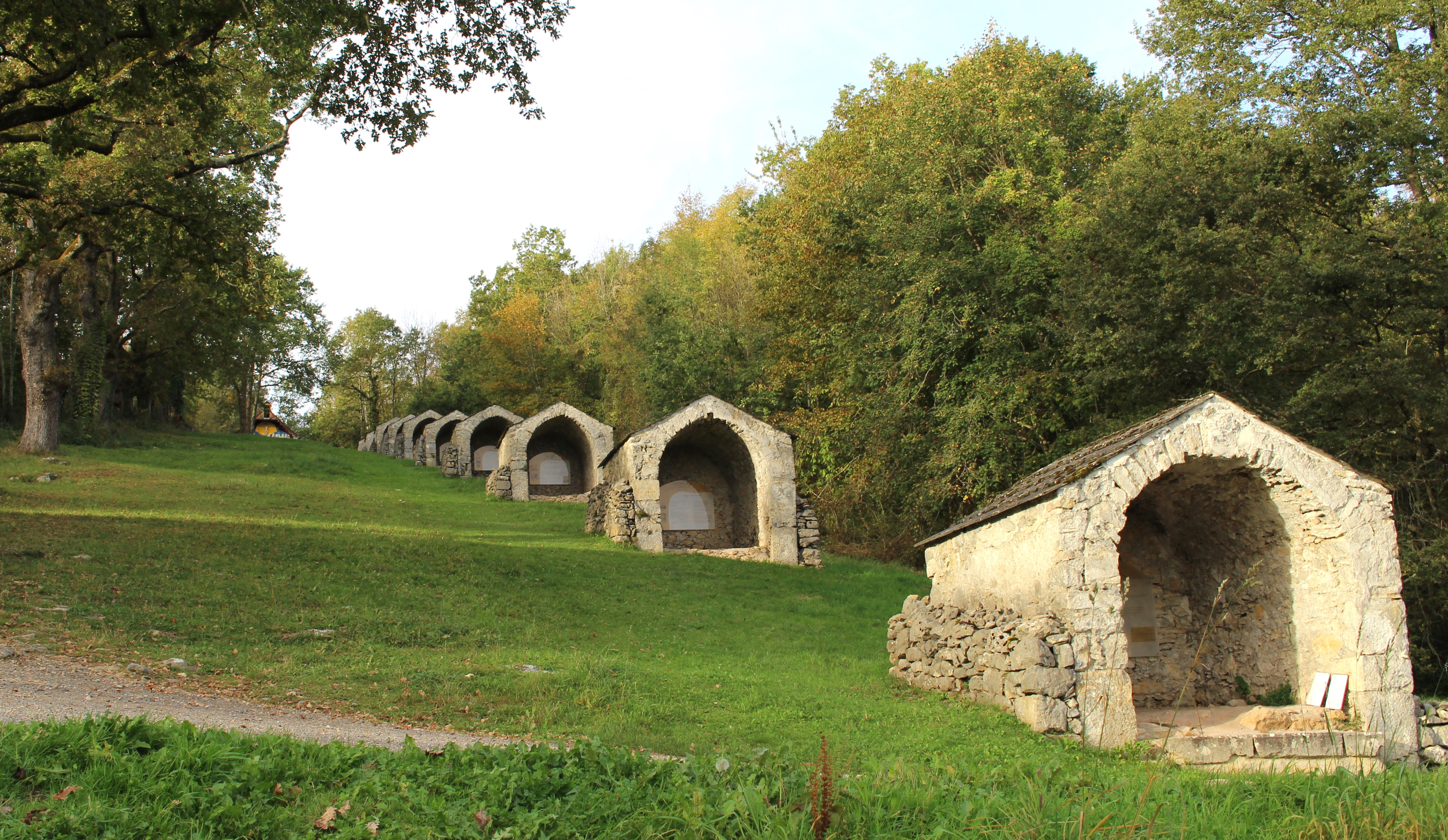
Les chapelles.

En juillet 2002, 12 tableaux représentant les principales étapes de la vie du Christ sont mis en place dans les chapelles pour des expositions temporaires illustrant en particulier les fêtes chrétiennes : Noël, Pâques, l'Assomption. Ils sont appelés « Les Mystères Lumineux du Calvaire du Mont-Arès ». Ils s'inscrivent dans l'initiative apostolique de Jean-Paul II qui, au cours de la même année, invite les chrétiens à inclure 5 nouveaux mystères dans la méditation du Rosaire. Ces douze peintures, dont la réalisation a duré deux ans, sont l'œuvre d'une villageoise, Mme Marie-Claude Giles. Elle a voulu honorer ainsi la mémoire de son père qui, dans les années 1930, avait initié ce projet par une série de dessins sans pouvoir le réaliser concrètement.
Aujourd'hui, chaque chapelle abrite encore un tableau pédagogique explicatif très bien fait, fixé à demeure, œuvre réalisée par la Municipalité alors en fonction. L'ensemble présente les grandes périodes de l'histoire villageoise et l'historique du Calvaire (construction initiale au XIXe siècle puis restauration fin du XXe siècle). La mise en place de ces tableaux date de 2007.

#### La chapelle haute

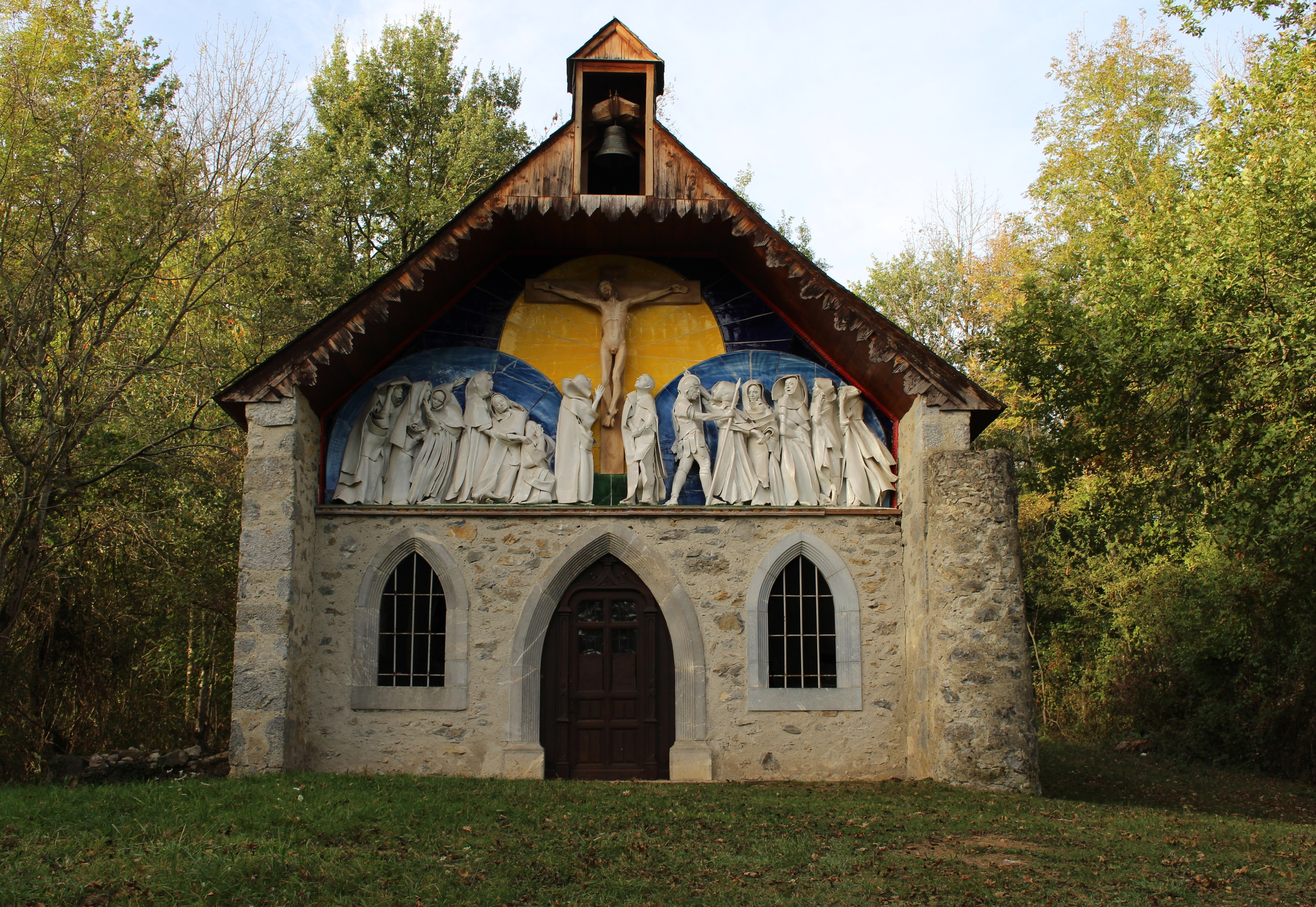
La chapelle Haute.

Elle est restaurée à l’identique : fronton représentant la Crucifixion avec des personnages de terre cuite, fenêtres et porte de même encadrement en pierre style ogival donnant sous un porche largement dallé et surmonté d'un campanile abritant une cloche. La porte d'entrée et la cloche fondue à Nestier sont d'origine, toutes deux mises en sécurité dans l'église villageoise pendant cette trop longue période d'abandon et de destructions. Aujourd'hui le tympan est orné d'une céramique qui représente une superbe crucifixion selon Saint Jean réalisée en 1996 par C. Soucaret sculpteur natif de la vallée de l'Adour, professeur de sculpture à l'Ecole des Beaux Arts d'Aix-en-Provence, aidée de son épouse. Cette céramique s'inspire des œuvres des céramistes italiens de la Renaissance, promoteurs pour certains de la sculpture en terre cuite émaillée.

#### Le monastère
Entièrement rénové, il ouvre ses portes le 1er juillet 1992 comme gîte rural (table d'hôtes, hébergement) et centre d’accueil et d’animation. Son rôle est d'aider à développer localement le tourisme d'été et d'hiver. Pièce maîtresse du site, il est surtout, avec le théâtre de verdure à proximité, un lieu culturel qui voit, jusque dans les années 2000, des animations proposées par une scène nationale appelée « Le Parvis Scène Nationale Tarbes-Pyrénées ». L'édifice, considéré contractuellement comme structure logistique de ces spectacles, est mis alors à la disposition entière et complète de cette scène nationale lors des activités sur le site.
Sur le plan administratif, le monastère est une concession du domaine public mise à la disposition d'un concessionnaire qui paye une redevance mensuelle à la commune. A ce titre, cet établissement est considéré comme le véritable poumon économique de la commune assurant des recettes budgétaires non négligeables.

#### Le théâtre de verdure
Le théâtre de verdure est créé en 1989. L'aménagement des gradins est réalisé bénévolement par les hommes du 1er régiment de hussards parachutistes de Tarbes. La même année est créé un festival appelé "Saisons - Eté à Nestier" dans le cadre d'un projet culturel porté par l'association « Renaissance du Mont-Arès », présentant des programmes de très grandes qualités : pièces de théâtre, variétés, comédies, danses, chants, cinéma de plein air. Ces animations, proposées par la scène nationale appelée « Le Parvis Scène Nationale Tarbes-Pyrénées » se dérouleront sur site jusque dans les années 2000. Dès 2002, des spectacles "son et lumière" locaux, réalisés dans le cadre des activités de l'association "Les Amis de Nestier et du Vallon de Bouchère", animent à nouveau le site. Ces spectacles théâtraux présentant l'histoire, les légendes et les traditions villageoises sont joués par les villageois avec la participation amicale des habitants du canton. Ils prendront fin en 2011. Aujourd'hui, l'association « Renaissance du Mont-Arès » assure des soirées spectacles, théâtre et concerts.